# Rectarcturidae
Rectarcturidae (лат.) — семейство равноногих ракообразных из подотряда створчатоногие (Valvifera). Известно 4 рода.

## Описание
Мелкие шиповатые раки вытянутой формы. Тело сильно сводчатое. Голова и переонит 1 слиты. Переонит 4 сходной длины с переонитом 3. Все плеониты слиты в плеотельсон. Тело разнообразно бугорчатое или шиповатое, но никогда не имеет задней дорсолатеральной пары сильных шипов на плеотельсоне; плеотельсон без дорсолатеральных гребней, заканчивающихся медиодорсальным задним шипом. Дорсальные коксальные пластинки 2—7 утрачены, основания переоподов обнажены. Ротовые органы и переопод 1 видны сбоку. Глаза хорошо развиты.

## Классификация и распространение
4 рода. Род Rectarcturus является загадочным, сочетая в себе черты Antarcturidae и Holidoteidae. Как и у тех, и у других, переиоподы 2—4 несут фильтрующие волоски, а плеопод 1 самца утолщён, желобчатого типа. Тело прямое, как у Holidoteidae, но уроподальные отростки не имеют специфической формы, свойственной Holidoteidae. Прямое тело и отсутствие парных плеотельсонных шипов отличает его от большинства Antarcturidae. Кладистический анализ не позволяет отнести этот род ни к одной из групп, ни к другим малым семействам, поэтому в 2001 году было обосновано выделение рода в отдельное семейство. Возможно, что длинные волоски на переоподах 2—4 возникли сначала для соскабливания бентоса, а не для питания планктоном. Обнаружены из крайнего юго-запада Атлантики (Аргентина) и из австралийских и близлежащих шельфовых и глубоководных местообитаний.
- Galathearcturus Poore, 2013
- Nowrarcturus Poore, 2013
- Rectarcturus Schultz, 1981[4]
- Tasmarcturus Poore, 2013